# 인본당
인문주의당(Humanist Party)은 인문주의를 주장하는 정당들을 말한다.

## 세계 각국의 인본당
- 인문주의당 (프랑스)
- 인문주의당 (영국)
- 인문주의당 (이탈리아)
- 인문주의당 (칠레)